# Sinfonia n. 8 (Glazunov)
La Sinfonia n. 8 in mi bemolle maggiore, Op. 83 di Aleksandr Konstantinovič Glazunov fu composta tra il 1905 e il 1906; fu eseguita per la prima volta ad un concerto della Società musicale russa a San Pietroburgo il 22 dicembre 1906, diretta dall'autore. Quest'opera, l'ultima sinfonia completata da Glazunov, rappresenta l'apice del suo successo, in particolare nel suo controllo della forma sinfonica e dell'orchestrazione, ed ebbe un'influenza importante sulla sinfonia in mi bemolle maggiore di Igor' Stravinskij.